# Descent into Chaos
Descent into Chaos — второй полноформатный студийный альбом шведской мелодик-дэт группы Nightrage, выпущен в Европе на лейбле Century Media 21 февраля 2005 года, 5 апреля в США и 27 апреля в Японии. Это последний альбом группы с участием вокалиста Томаса Линдберга.

## Список композиций
| №   | Название                              | Длительность |
| --- | ------------------------------------- | ------------ |
| 1.  | «Being Nothing»                       | 3:10         |
| 2.  | «Phantasma»                           | 3:32         |
| 3.  | «Poems»                               | 3:00         |
| 4.  | «Descent into Chaos»                  | 3:05         |
| 5.  | «Frozen» (feat. Mikael Stanne)        | 4:04         |
| 6.  | «Drug»                                | 4:06         |
| 7.  | «Silent Solitude»                     | 3:33         |
| 8.  | «Omen»                                | 3:44         |
| 9.  | «Release»                             | 3:08         |
| 10. | «Solus» (Instrumental)                | 3:01         |
| 11. | «Jubilant Cry»                        | 4:45         |
| 12. | «Reality Versus Truth»                | 3:36         |
| 13. | «Black Skies» (Bonus track for Japan) | 4:27         |

## Участники записи
- Tomas Lindberg − вокал
- Marios Iliopoulos − гитара
- Gus G. − гитара
- Henric Karlsson − гитара
- Fotis Benardo − ударные

## История издания
| Страна           | Дата            | Лейбл                 |
| ---------------- | --------------- | --------------------- |
| Европа           | 21 февраля 2005 | Century Media Records |
| Южная Корея      | 7 марта 2005    |                       |
| Северная Америка | 5 апреля 2005   | Century Media Records |
| Япония           | 27 Апреля 2005  | King Japan            |